# Глава Челябинска
Глава Челябинска (мэр Челябинска) — высшее должностное лицо Челябинска. С 19 ноября 2024 года главой является Алексей Александрович Лошкин.

## История должности
Городская Дума Челябинска была торжественно открыта 15 июля (26 июля) 1787 года. Дума состояла из городского головы и шести гласных (по одному от каждого из городских сословий). Главой города стал городской голова. Первым городской головой стал Иван Петрович Старцев. Городскими головами в основном были представители купеческих гильдий: всего 28 из 39 (18 человек — 3-я гильдия, 6 человек — 2-я гильдия, 1 человек относился сначала к 2-й, затем к 3-й гильдии, 1 человек — 1-я гильдия и у одного гильдия не установлена). В 1919 году, в результате Гражданской войны в России, город был занят Красной Армией. Городская дума и должность городского головы прекратили существование, всего было 43 городские головы. Данных о главах города с 1919 по 1937 годы нет.
В 1937 году появился Исполком. Во главе Исполкома был председатель. Первым председателем Челябгорисполкома стал Александр Иванович Сухоруков. Все председатели были от партии КПСС. Всего было 16 председателей. В 1991 году, в связи с прекращением существования СССР Исполком в городе был упразднён, а появилась администрация города.
11 декабря 1991 года указом президента РСФСР Вячеслав Михайлович Тарасов был назначен главой администрации города. 22 декабря 1996 года прошли первые выборы главы Челябинска и была избрана первая городская Дума. 13 мая 2010 года были внесены изменения в устав города, отменяющие прямые выборы главы. 4 июня 2010 года глава города впервые был назначен городской Думой Челябинска, им стал Станислав Мошаров. Главу города также принято называть мэром.
За всю историю существования должности сменилось 63 главы, некоторые из которых после того, как оставили пост, вновь избирались на эту должность:
- Попов, Семён Иванович (1806—1808, 1821—1823, 1830—1832)
- Мотовилов, Петр Андреевич (1851—1853, 1863—1865)
- Мотовилов, Василий Андреевич (1854—1856, 1860—1862)
- Туркин, Пётр Филиппович (1894—1900, 1915—1917)

Дольше всех должность главы города занимали в течение одного срока:
- Тарасов, Вячеслав Михайлович (13 лет, 1991—2005)
- Ильичев Леонид Александрович (10 лет, 1961—1971)
- Лукашевич, Леонид Николаевич (9 лет, 1971—1980)
- Бейвель, Александр Францевич (8 лет, 1903—1911).

## Партийность
Во времена выборов, кандидат на пост мэра мог выдвигаться от политической партии.
Среди городских голов лишь один человек принадлежал партии: Шинкарёв, Всеволод Кузьмич являлся членом партии социалистов-революционеров. С момента создания Исполкома, его председатели были членами партии КПСС. Всего было 16 председателей Челябинского Исполнительного комитета. После прекращения существования СССР главой стал беспартийный Вячеслав Тарасов. После него главами города становились только члены партии Единая Россия. Глава города до 24 июня 2019 года, Владимир Елистратов — член партии Единая Россия.

## Процедура выборов
До 2010 года существовали выборы главы города, которые проходили раз в 4-5 лет. Для того, чтобы быть зарегистрированным кандидатом, нужно было собрать 8 500 подписей (примерно 1 % от числа избирателей), выдвинуться от политической партии или внести залог в 750 000 рублей. Дата выборов назначалась Челябинской городской Думой.
В связи с изменениями в Уставе Челябинска, начиная с мая 2010 года главу города выбирает городская Дума.

## Список
Хронология:
1787—1919 — городской голова (Российская империя)
1937—1991 — председатель Челябгорисполкома (Советский Союз)
1991—н.в — глава города (Российская Федерация)
Партии:
 Беспартийный
 Партия социалистов-революционеров
 Коммунистическая партия Советского Союза
 Единая Россия
| Имя                                                    | Имя                                                    | Партия                                                 | Срок полномочий                                        | Примечания |
| Создание шестигласной Думы 15 июля (26 июля) 1787 года | Создание шестигласной Думы 15 июля (26 июля) 1787 года | Создание шестигласной Думы 15 июля (26 июля) 1787 года | Создание шестигласной Думы 15 июля (26 июля) 1787 года | Создание шестигласной Думы 15 июля (26 июля) 1787 года |
| Городской голова                                       | Городской голова                                       | Городской голова                                       | Городской голова                                       | Городской голова |
| ------------------------------------------------------ | ------------------------------------------------------ | ------------------------------------------------------ | ------------------------------------------------------ | --- |
|                                                        | Старцев, Иван Петрович (неизв.)                        | Беспартийный                                           | 1787—1788                                              | Купец 3-й гильдии. |
|                                                        | Ильиных, Егор Ананьевич (неизв.)                       | Беспартийный                                           | 1788—1790                                              | Купец 3-й гильдии. |
|                                                        | Колбин, Осип Лазаревич (неизв.)                        | Беспартийный                                           | 1791—1796                                              | Купец 3-й гильдии. |
|                                                        | Боровинский, Иван Андреевич (неизв.)                   | Беспартийный                                           | 1797—1799                                              | Купец 3-й гильдии. |
|                                                        | Бухтояров, Денис Олегович (неизв.)                     | Беспартийный                                           | 1800—1802                                              | Купец 3-й гильдии. |
|                                                        | Елисеев, Егор Флорович (неизв.)                        | Беспартийный                                           | 1803—1805                                              | Мещанин. |
|                                                        | Попов, Семён Иванович (неизв.)                         | Беспартийный                                           | 1806—1808                                              | Купец 3-й гильдии. |
|                                                        | Ахматов, Максим Сидорович (неизв.)                     | Беспартийный                                           | 1809—1812                                              | Купец 2-й гильдии. |
|                                                        | Смолин, Яков Иванович (неизв.)                         | Беспартийный                                           | 1812—1814                                              | Купец 3-й гильдии. |
|                                                        | Блинов, Андрей Никитович (неизв.)                      | Беспартийный                                           | 1815—1817                                              | Купец 3-й гильдии. |
|                                                        | Елисеев, Никифор Алексеевич (неизв.)                   | Беспартийный                                           | 1818—1820                                              | Купец 3-й гильдии. |
|                                                        | Попов, Семён Иванович (неизв.)                         | Беспартийный                                           | 1821—1823                                              | Купец 3-й гильдии. |
|                                                        | Елисеев, Василий Егорович (неизв.)                     | Беспартийный                                           | 1824—1826                                              | Мещанин. |
|                                                        | Лавров, Андрей Афанасьевич (неизв.)                    | Беспартийный                                           | 1827—1829                                              | Купец, гильдия не установлена. |
|                                                        | Попов, Семён Иванович (неизв.)                         | Беспартийный                                           | 1830—1832                                              | Купец 3-й гильдии. |
|                                                        | Блинов, Матвей Иванович (неизв.)                       | Беспартийный                                           | 1833—1835                                              | Мещанин. |
|                                                        | Мотовилов, Андрей Андреевич (1793 — ?)                 | Беспартийный                                           | 1836—1838                                              | Купец 3-й гильдии. |
|                                                        | Ахматов, Феоктист Максимович (неизв.)                  | Беспартийный                                           | 1839—1841                                              | Купец 3-й гильдии. |
|                                                        | Смолин, Абрам Яковлевич (неизв.)                       | Беспартийный                                           | 1842—1844                                              | Купец 3-й гильдии. |
|                                                        | Мотовилов, Алексей Андреевич (неизв.)                  | Беспартийный                                           | 1845—1847                                              | Купец 3-й гильдии. |
|                                                        | Плотников, Акинф Петрович (неизв.)                     | Беспартийный                                           | 1848—1850                                              | Купец 3-й гильдии. |
|                                                        | Мотовилов, Пётр Андреевич (неизв.)                     | Беспартийный                                           | 1851—1853                                              | Купеческий 2-й гильдии сын. |
|                                                        | Шихов, Фёдор Семёнович (неизв.)                        | Беспартийный                                           | 1854                                                   | Купеческий 3-й гильдии сын. Умер, не вступив в должность. |
|                                                        | Попов, Егор Семёнович (неизв.)                         | Беспартийный                                           | 1854                                                   | Купец 2-й гильдии, кандидат в городские головы. Был введён в «должность» головы, но тяжело заболел.                                                                                            |
|                                                        | Мотовилов, Василий Андреевич (неизв.)                  | Беспартийный                                           | 1854—1856                                              | Купеческий 2-й гильдии сын. Утверждён в должности. |
|                                                        | Крашенинников, Николай Петрович (неизв.)               | Беспартийный                                           | 1857—1859                                              | Купец 3-й гильдии. |
|                                                        | Мотовилов, Василий Андреевич (неизв.)                  | Беспартийный                                           | 1860—1862                                              | Купец 2-й гильдии. |
|                                                        | Мотовилов, Пётр Андреевич (неизв.)                     | Беспартийный                                           | 1863—1865                                              | Купец 3-й гильдии. |
|                                                        | Боровинский, Николай Иванович (неизв.)                 | Беспартийный                                           | 1866—1872                                              | Купеческий 2-й гильдии сын. |
|                                                        | Первухин, Василий Арсеньевич (1831—1884)               | Беспартийный                                           | 1872—1874                                              | Купец 2-й гильдии. |
|                                                        | Покровский, Владимир Корнильевич (1843—1913)           | Беспартийный                                           | 1874—1878                                              | Дворянин. |
|                                                        | Перцев, Пётр Иванович (1818 — 1890 )                   | Беспартийный                                           | 1879—1880                                              | Купец 1-й гильдии. |
|                                                        | Покровский, Василий Корнильевич (неизв.)               | Беспартийный                                           | 1880—1884                                              | Горный инженер. |
|                                                        | Крашенинников, Михаил Николаевич (1848 — конец 1920-х) | Беспартийный                                           | 1885—1888                                              | Купец 2-й гильдии. Потомственный почетный гражданин. |
|                                                        | Шихов, Михаил Иванович (неизв.)                        | Беспартийный                                           | 1890—1892                                              | Купец 3-й гильдии. |
|                                                        | Туркин, Пётр Филиппович (1851—1919)                    | Беспартийный                                           | 1894—1900                                              | Личный почётный гражданин. |
|                                                        | Самохвалов, Николай Александрович (? – 02.09.1898)     | Беспартийный                                           | 1898                                                   | Купец 2-й гильдии. |
|                                                        | Фотеев, Иван Евстигнеевич (неизв.)                     | Беспартийный                                           | 1900—1903                                              | Купец 2-й гильдии. |
|                                                        | Бейвель, Александр Францевич (1867—1939)               | Беспартийный                                           | 1903—1911                                              | Врач. |
|                                                        | Семеин, Василий Андреевич (1877 — ?)                   | Беспартийный                                           | 1911—1915                                              | Мещанин, фельдшер. |
|                                                        | Туркин, Пётр Филиппович (1851—1919)                    | Беспартийный                                           | 1915—1917                                              | Потомственный почётный гражданин. |
|                                                        | Шинкарёв, Всеволод Кузьмич (неизв.)                    | Партия социалистов-революционеров                      | 1917—1918                                              | Прапорщик, начальник уездной полиции. |
|                                                        | Иванов, Прокопий Владимирович (1878 — 1919)            | Беспартийный                                           | 1918—1919                                              | Владелец магазина. |
| Председатель Челябинского Исполнительного Комитета     |                                                        |                                                        |                                                        | |
|                                                        | Сухоруков, Александр Иванович (1906 — ?)               | Коммунистическая партия Советского Союза               | 1937—1938                                              | В 1938 году вновь назначен директором ферросплавного завода. |
|                                                        | Шалонкин, Иван Григорьевич (1899 — ?)                  | Коммунистическая партия Советского Союза               | 1939                                                   | В 1931 году назначен заместителем начальника ЧТЗ строительства по рекреации. |
|                                                        | Букрин, Андрей Николаевич (1902 — ?)                   | Коммунистическая партия Советского Союза               | 1939—1941                                              | Добровольцем ушёл на фронт. |
|                                                        | Нестеров, Сергей Васеньевич (1897 — ?)                 | Коммунистическая партия Советского Союза               | 1941—1942                                              | В сентябре 1942 года утверждён заведующим Челябинским областным отделом пищевой промышленности.                                                                                                |
|                                                        | Павлов, Василий Дмитриевич (1910 — ?)                  | Коммунистическая партия Советского Союза               | 1942—1944                                              | |
|                                                        | Беляев, Павел Степанович (1904—1970)                   | Коммунистическая партия Советского Союза               | 1944—1946                                              | В ноябре 1946 года откомандирован в распоряжение ЦК ВКП(б). |
|                                                        | Тимошин, Иван Яковлевич (1910 — ?)                     | Коммунистическая партия Советского Союза               | 1946—1948                                              | В январе 1948 году был освобождён от должности постановлением Совета Министров РСФСР № 934 от 15 декабря 1947 года: «О состоянии городского хозяйства г. Челябинска, за необеспечение работы». |
|                                                        | Беспалов, Алексей Николаевич (1907—1992)               | Коммунистическая партия Советского Союза               | 1948—1952                                              | Переведён на должность 1-го секретаря Челябинского горкома КПСС. |
|                                                        | Конопасов, Георгий Николаевич (1906 — ?)               | Коммунистическая партия Советского Союза               | 1952—1958                                              | Бюро Челябинского обкома КПСС утвердило его руководителем группы контролеров комиссии советского контроля Советом Министров РСФСР.                                                             |
|                                                        | Захаров, Михаил Дмитриевич (1907 — ?)                  | Коммунистическая партия Советского Союза               | 1958—1961                                              | 21 марта 1961 года решением Секретариата ЦК КПСС с работы снят. |
|                                                        | Ильичёв, Леонид Александрович (1919—2004)              | Коммунистическая партия Советского Союза               | 1961—1971                                              | Переведён на должность 2-го секретаря Челябинского обкома КПСС. |
|                                                        | Лукашевич, Леонид Николаевич (1921—1980)               | Коммунистическая партия Советского Союза               | 1971—1980                                              | |
|                                                        | Положенцев, Михаил Иванович (р. 1928—2013)             | Коммунистическая партия Советского Союза               | 1980—1984                                              | Позже стал возглавлять отдел по делам строительства и архитектуры облисполкома. |
|                                                        | Сумин, Пётр Иванович (1946—2011)                       | Коммунистическая партия Советского Союза               | 1984—1987                                              | |
|                                                        | Поткин, Валерий Александрович (р. 1941—2016)           | Коммунистическая партия Советского Союза               | 1987—1990                                              | Ушёл на хозяйственную работу. |
|                                                        | Соловьёв, Вадим Павлович (1947—2019)                   | Коммунистическая партия Советского Союза               | 1990—1991                                              | |
| Глава города                                           |                                                        |                                                        |                                                        | |
|                                                        | Тарасов, Вячеслав Михайлович (р. 1947)                 | Беспартийный                                           | 1991—2005                                              | 11 декабря 1991 года указом президента РСФСР назначен главой администрации города Челябинска. Переизбирался на выборах 1996 и 2000 годов. Проиграл выборы 20 марта 2005 года Михаилу Юревичу.  |
|                                                        | Юревич, Михаил Валериевич (р. 1969)                    | Единая Россия                                          | 2005—2010                                              | Победил на выборах 20 марта 2005 года, переизбирался на выборах 2009 года. Освобождён от должности 22 апреля 2010 года в связи с переводом на должность губернатора Челябинской области.       |
|                                                        | Давыдов, Сергей Викторович (р. 1962)                   | Единая Россия                                          | 2010                                                   | Исполняющий обязанности. |
|                                                        | Мошаров, Станислав Иванович (р. 1967)                  | Единая Россия                                          | 2010—2015                                              | Избран на должность Главы города 4 июня 2010 года городской Думой. Досрочно ушёл в отставку в связи с реформой местного самоуправления.                                                        |
|                                                        | Тефтелев, Евгений Николаевич (р. 1955)                 | Единая Россия                                          | 2015—2018                                              | Назначен на должность Главы города 28 июля 2015 года городской Думой. |
|                                                        | Елистратов, Владимир Алексеевич (р. 1960)              | Единая Россия                                          | 2018—2019                                              | Исполняющий обязанности (с 20 ноября 2018 года), 26 февраля 2019 года городской думой был избран Главой Челябинска.                                                                            |
|                                                        | Котова, Наталья Петровна (р. 1965)                     | Единая Россия                                          | 2019—2024                                              | Исполняющий обязанности (c 24 июня 2019 года), а 19 ноября того же года был избран Главой Челябинска на заседании городской думы.                                                              |
|                                                        | Астахов, Александр Сергеевич (р. 1983)                 | Единая Россия                                          | 2024                                                   | Исполняющий обязанности. |
|                                                        | Лошкин, Алексей Александрович (р. 1978)                | Единая Россия                                          | 2024                                                   | Исполняющий обязанности (c 22 октября 2024 года), 19 ноября 2024 года городской думой был избран Главой Челябинска.                                                                            |